# Maguid Meisharim
El Maguid Meisharim (traducido al español como El ángel de los rectos) (en hebreo: מגיד מישרים) es una obra literaria escrita por el rabino sefardí José Caro. El libro, redactado a mediados del siglo XVI, recoge las revelaciones que un maguid (un ángel o un emisario celestial) le habría hecho a su autor y constituye uno de los textos cabalísticos más singulares conocidos, precisamente por su naturaleza profética o revelada. 
En el texto, el rabino transcribe las palabras que le habría dictado dicha entidad a lo largo de varias décadas, anotando en cada caso la fecha de la comunicación. Según el propio texto, el maguid no sería otra cosa que un mensajero del profeta Elías que habría escogido a Caro como su discípulo: "Y si te apegas a mí, y a mi temor, merecerás hablar con el profeta Elías estando despierto. Y él estará de pie ante ti, o sentado, y te enseñará palabras de Torá".
En este libro, Caro afirma la reencarnación como parte de las respuestas que el judaísmo ofrece a la experiencia posterior a la vida: "Las personas vienen a este Mundo, vuelven y van a ese Mundo, y se vuelven a reencarnar nuevamente en este Mundo y así siempre. Y no descansan, como los torrentes que hemos mencionado. El mundo en su totalidad fue edificado sobre el misterio de la reencarnación".
Además de la cuestión de la reencarnación, las revelaciones recibidas por Caro tratan sobre temas recurrentes en la mística judía como quiénes resucitarán en el tiempo de la resurrección o el significado profundo de los nombres de las personas, pero también otros menos habituales como por qué algunas personas no pueden tener hijos.
El Maguid Meisharim destaca también por su magistral uso de distintos tipos de gematría, desde la más sencilla (raguil) hasta la más compleja.